# Joseph Obas
Joseph Obas (Cabo Haitiano, 25 de mayo de 1940 - Nueva York, 21 de junio de 2014) fue un futbolista haitiano que jugaba en la demarcación de centrocampista.

## Biografía
Debutó como futbolista en 1962 con el RC Haïtien. Justo el año de su debut participó en la Copa de Campeones de la Concacaf 1963, copa que ganaron en la final contra el CD Guadalajara. Dicha final se canceló porque los jugadores del RC Haïtien no consiguieron sus pasaportes a tiempo, posponiéndose la final en tres ocasiones. Tras esto el Guadalajara protestó a la Concacaf, declarándolo esta campeón. Tras esto, el RC Haitien levantó también una protesta, dando fecha para un partido que el Guadalajara no pudo jugar, y dando finalmente el título al club haitiano.
Seis años después levantó el título de la Liga de fútbol de Haití tras finalizar en primera posición en la liga. Tras acabar su andadura por el club, el Violette AC se hizo con sus servicios hasta 1974, año en el que se retiró como futbolista.
Falleció el 21 de junio de 2014 en Nueva York a los 74 años de edad.

## Selección nacional
Hizo su debut con la selección de fútbol de Haití en el Campeonato de Naciones de la Concacaf de 1965 el 28 de marzo contra Guatemala en un partido que finalizó con un resultado de 3-0 a favor del combinado guatemalteco. Además fue convocado para jugar con la selección en 1968 para jugar la clasificación para la Copa Mundial de Fútbol de 1970. Su debut en el campeonato se produjo el 23 de noviembre de 1968 en un partido contra Trinidad y Tobago, partido que acabó con un resultado de 0-4 a favor del combinado haitiano.

## Clubes
| Club        | País  | Año         |
| ----------- | ----- | ----------- |
| RC Haïtien  | Haití | 1962 - 1970 |
| Violette AC | Haití | 1970 - 1974 |

## Palmarés

### Campeonatos nacionales
| Título                  | Club       | País  | Año  |
| ----------------------- | ---------- | ----- | ---- |
| Liga de fútbol de Haití | RC Haïtien | Haití | 1969 |

### Campeonatos continentales
| Título                  | Club       | País  | Año  |
| ----------------------- | ---------- | ----- | ---- |
| Concacaf Liga Campeones | RC Haïtien | Haití | 1963 |